# 時空タイムスシリーズ
時空タイムスシリーズ（じくうタイムスシリーズ）とは、2006年10月から2007年6月まで、テレビ大阪発テレビ東京系全国ネットで放映されていたバラエティ番組シリーズの総称のこと。

## 主な番組
- 感涙!時空タイムス（2006年10月～2007年3月）
- 発進!時空タイムス（2007年4月～2007年6月）

| スタブアイコン | サブスタブ | この項目は、まだ閲覧者の調べものの参照としては役立たない、テレビ番組に関連した書きかけの項目です。この項目を加筆・訂正などしてくださる協力者を求めています（P:テレビ/PJ:放送または配信の番組）。 |